# Rhyssemus goudoti
Rhyssemus goudoti är en skalbaggsart som beskrevs av Edgar von Harold 1868. Rhyssemus goudoti ingår i släktet Rhyssemus och familjen Aphodiidae. Inga underarter finns listade i Catalogue of Life.